# Białaszewo-Kolonia
Białaszewo-Kolonia – wieś w Polsce położona w województwie podlaskim, w powiecie grajewskim, w gminie Grajewo.
W latach 1975–1998 miejscowość należała administracyjnie do województwa łomżyńskiego.